# Ford Fairlane
La Ford Fairlane è un'autovettura prodotta dalla Ford dal 1955 al 1970 in sette serie. 

## Il contesto
Il nome del modello deriva da una proprietà di Henry Ford comprendente una villa e i relativi giardini, chiamata Fair Lane, ubicata a Deaborn, nel Michigan.
Durante gli anni in cui fu in produzione, la Fairlane appartenne a due tipologie di autovetture; inizialmente fu una full-size, mentre dal 1962 cambiò categoria, diventando mid-size. Nel 1967 venne lanciata la Fairlane australiana, che fu progettata e costruita nel Paese oceanico, e che era un modello diverso rispetto all'omologo statunitense. La versione australiana venne prodotta in cinque serie fino al 2007.
Negli Stati Uniti, la Fairlane venne prodotta a Claycomo, nel Missouri e a Lorain, nell'Ohio. Il motore era anteriore, mentre la trazione era posteriore
La Fairlane fu prodotta in diverse versioni: due porte coupé, due porte cabriolet, due e quattro porte berlina, due e quattro porte familiare. La versione a due porte di quest'ultima fu disponibile solo nel 1964

## La prima serie (1955–1956)
Nel 1955 la Fairlane fu lanciata sul mercato sostituendo, in cima alla categoria delle Vetture Full-Size Ford, la Crestline. Era offerta in sei corpi vettura differenti, inclusa la Fairlane Crown Victoria Skyliner (che era caratterizzata dall'avere il tettuccio trasparente), la Fairlane Crown Victoria coupé (con molte parti in acciaio), la cabriolet Sunliner, la Victoria coupé e le tradizionali berline. Tutte avevano, sulla fiancata, una scritta con lettere in acciaio riportante la dicitura “Fairlane”.

I motori disponibili erano due, il sei cilindri in linea da 3,7 L di cilindrata e il V8 da 4,5 L.

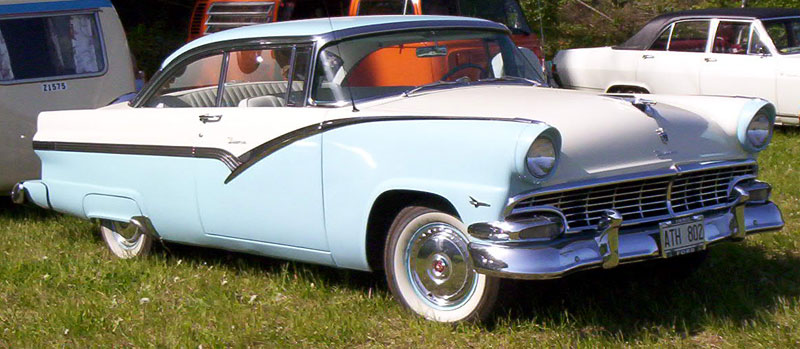
Ford Fairlane del 1956

Il 1956 vide pochi cambiamenti. Fu introdotta la quattro porte hard-top Victoria e furono disponibili due nuovi motori V8 più potenti, uno da 4,8 L e l'altro da 5,1 L. Il primo erogava 225 CV di potenza. Nell'anno in questione venne introdotto anche il “pacchetto di sicurezza”. 

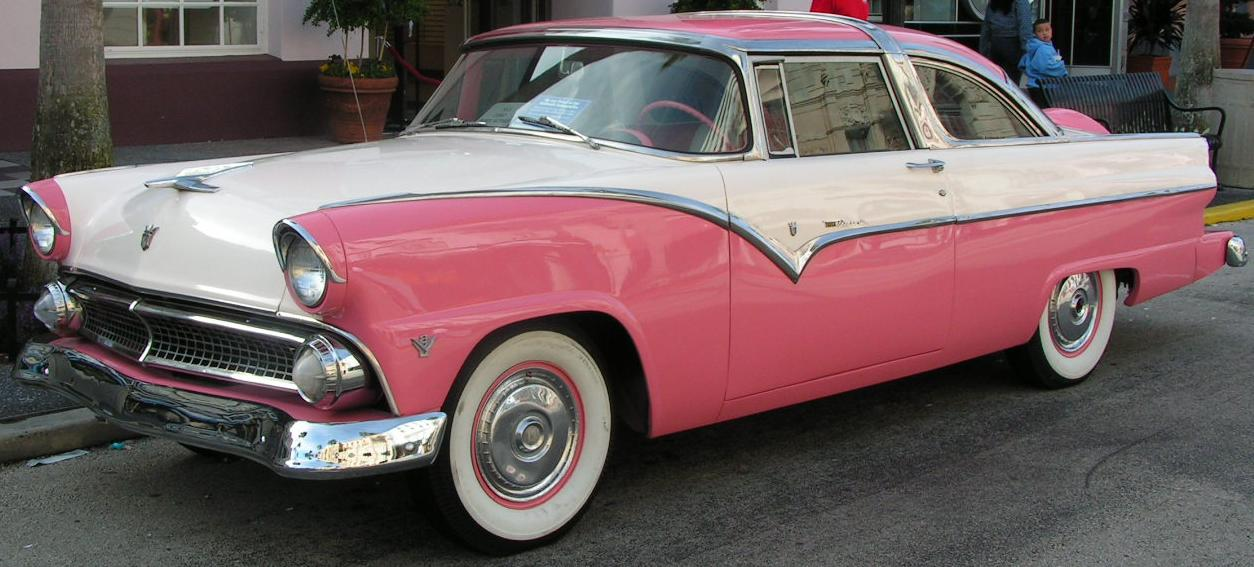
Ford Crown Victoria del 1955

La versione "Crown Victoria" era una coupé due porte a sei posti. Si differenziava dalla versione normale del modello Victoria (chiamata così in analogia a una carrozza) perché aveva una banda in acciaio inossidabile che "incoronava" il profilo del tetto passando sopra l'auto come un'estensione della linea del montante centrale. Nel 1956 la Ford aggiunse il suo pacchetto di sicurezza Lifeguard.
La versione chiamata Crown Victoria Skyliner aveva la parte anteriore del tetto (davanti alla banda d'acciaio) in polimetilmetacrilato. Questa particolarità rendeva la macchina difficile da vendere, specie negli stati USA meridionali. Pertanto ne vennero costruite poche. La maggior parte finirono in Svezia, probabilmente perché il clima era più adatto al tetto in polimetilmetacrilato.

## La seconda serie (1957–1959)
Nel 1957 la Fairlane fu rivista e venne dotata di una linea più affusolata. La vettura fu resa più lunga, larga, bassa e furono installate delle basse pinne posteriori. Venne anche aggiunto un nuovo allestimento al top dell'offerta, il Fairlane 500. Per la prima volta il modello Custom, che si posizionava a un gradino più basso, aveva un passo più corto di quello della Fairlane.

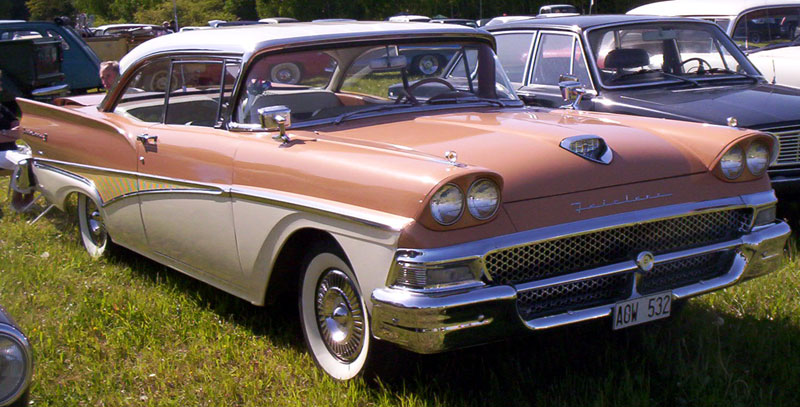
Ford Fairlane 500 del 1958

I motori erano pressoché gli stessi di quelli della serie precedente. Il 1957 vide l'introduzione della Fairlane 500 Skyliner, che aveva un tettuccio rimovibile comandato elettricamente. Esso, quando veniva ripiegato, si allocava nella coda della vettura. L’optional era però costoso, e il ripiegamento occupava quasi tutto lo spazio nella coda della vettura. Il tettuccio era comunque più corto e la coda era più larga delle omologhe parti delle altre Fairlane.

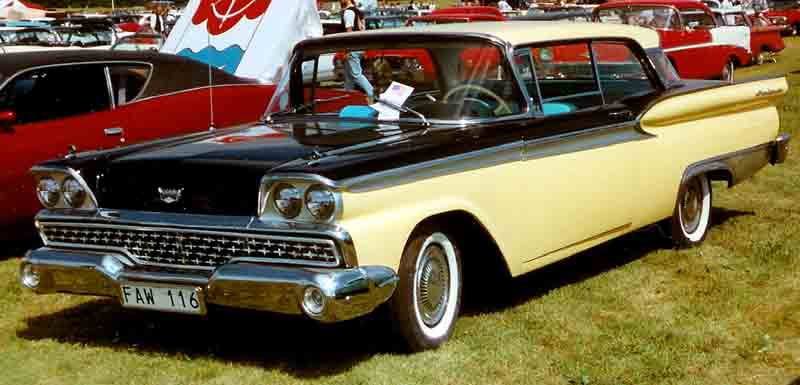
Ford Fairlane del 1959

Il 1958 vide un altro restyling, che fu incentrato su diversi componenti. I fanali anteriori ora erano sdoppiati e la calandra diventò simile a quella della Thunderbird del 1958. Vennero introdotti nuovi motori big-block V8 da 5,4 L e 5,8 L, che sostituirono il precedente V8 più grande offerto all'epoca sulla Fairlane, e un nuovo cambio automatico a tre rapporti.
Nel 1959 fu lanciata la nuova full size della Ford, la Ford Galaxie, che si posizionava al top della gamma.
Una Fairlane fu protagonista del film Agente 007 - Thunderball: Operazione tuono del 1965. Il modello prese anche parte a un'altra pellicola di James Bond, Agente 007 - La morte può attendere.

## La terza serie (1960–1961)

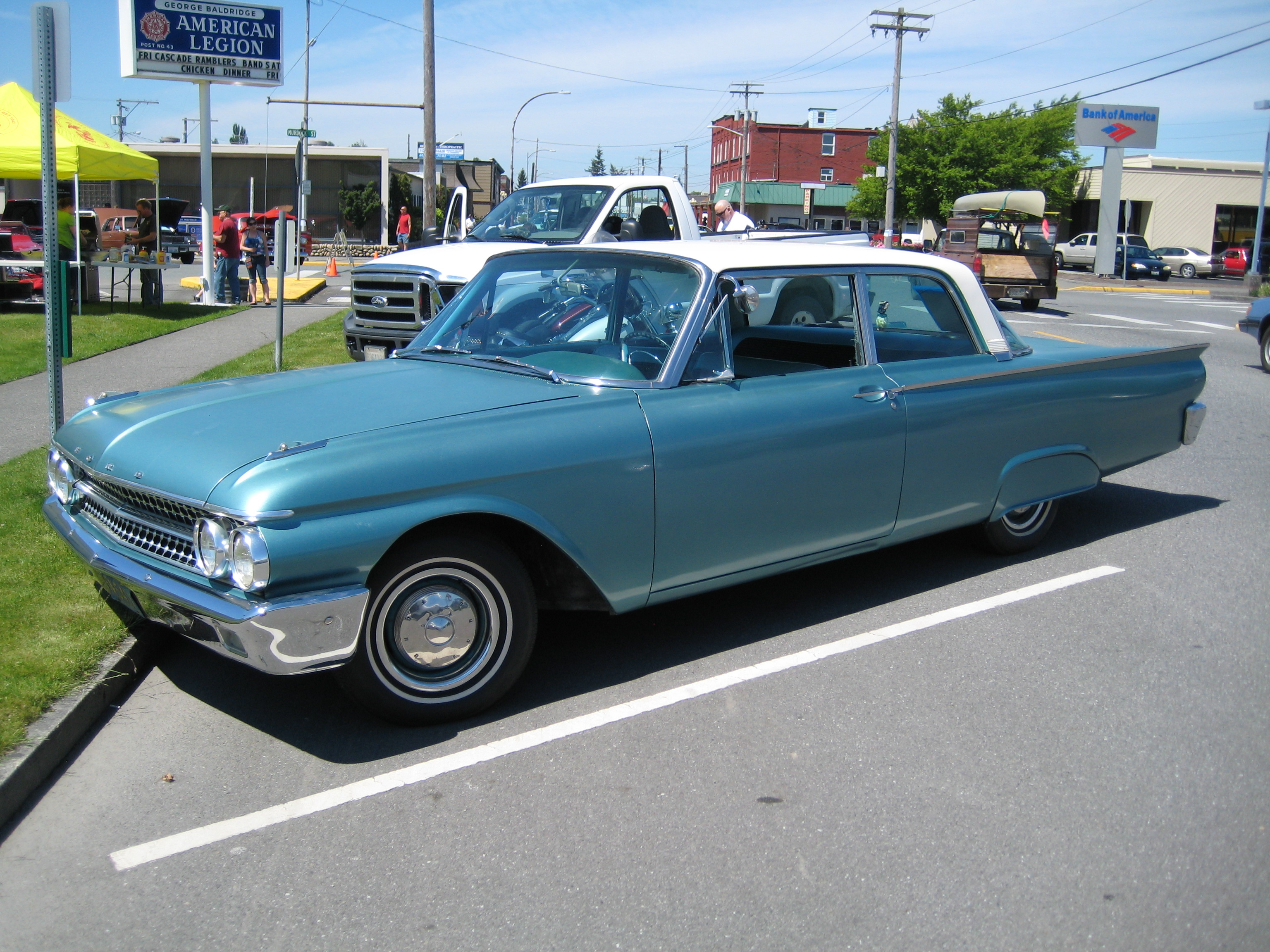
Ford Fairlane del 1961

I modelli full-size Fairlane e Fairlane 500 vennero rivisti sia nel 1960 che nel 1961. Comunque, la nuova Galaxie sostituì la Fairlane 500 al top della gamma Ford. Le Fairlane 500 erano ora a un livello più basso, paragonabile a quello della Chevrolet Bel Air.
Le Fairlane erano principalmente vendute, nel loro allestimento base, come taxi o come auto per la polizia. Le versioni con tettuccio rimovibile vennero tolte dal mercato, e solo le berline e le familiari erano disponibili. Le parti cromate vennero riservate per la Galaxie, anche se la Fairlane 500 possedeva un allestimento più ricercato di quello installato sulle Fairlane ordinarie.
Al top dell'offerta era disponibile un motore V8 da 6,4 L di cilindrata, che fu lanciato sul mercato per competer con “la corsa ai cavalli vapore” che era in atto all'epoca tra le case automobilistiche statunitensi.

## La quarta serie (1962–1965)
Da questa generazione la Fairlane fu spostata in posizione intermedia nella gamma offerta dalla Ford, più precisamente tra la compatta Falcon e la full-size Galaxie. La Fairlane entrò quindi in competizione con le vetture della General Motors basate sul pianale A del gruppo citato, e da full-size divenne mid-size. Con una lunghezza di 5004 mm e un passo di 2.934 mm, era 406 mm più lunga della Falcon e 312 mm più corta della Galaxie.
Come la Falcon, la Fairlane aveva un telaio monoscocca, ma il corpo vettura incorporava un'insolita caratteristica che la Ford denominò torque boxes, ossia quattro strutture scatolate progettate per assorbire le sollecitazioni alla scocca mediante leggeri movimenti sul piano verticale. Lo schema delle sospensioni prevedeva un avantreno a ruote indipendenti con bracci longitudinali, e un retrotreno che riceveva il moto mediante un albero di trasmissione Hotchkiss. La Fairlane fu inizialmente offerta solamente in versione berlina a due e quattro porte.

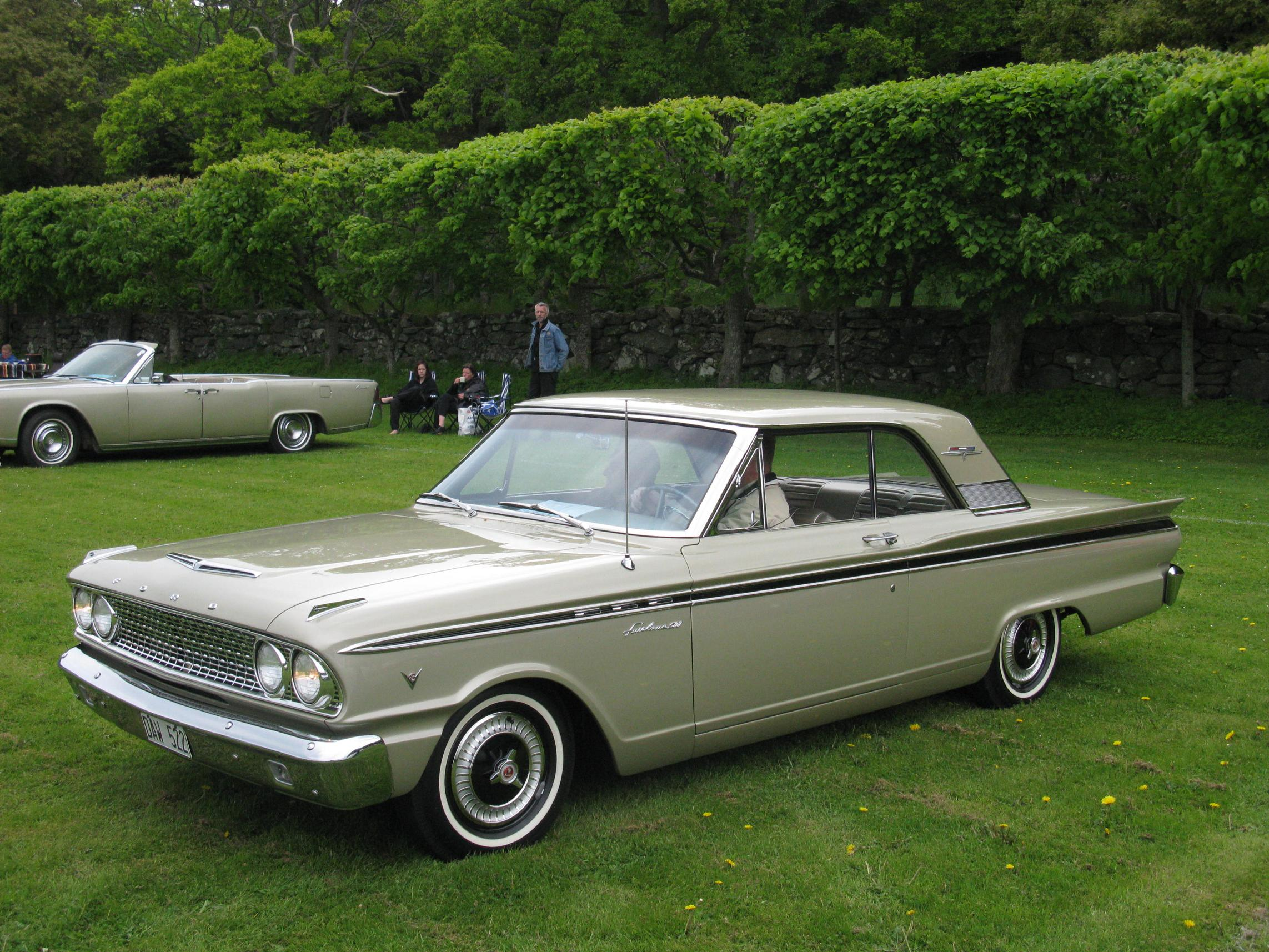
Ford Fairlane 500 del 1963

Il motore montato di serie sulla Fairlane era un sei cilindri in linea da 2,8 L di cilindrata. Erano anche disponibili come optional, un propulsore V8 Windsor da 3,6 L e 145 CV, e un motore Challenger da 4,2 L e 164 CV, che venne introdotto in seguito. La versione opzionale Sports Coupe debuttò subito dopo il lancio di questa serie di Fairlane, ed era caratterizzata dall'avere dei sedili singoli e una consolle. Questa versione completò l'offerta, che era formata anche dalla Fairlane base e dalla Fairlane 500. Quest'ultima era dotata di maggiori decorazioni, come ad esempio delle bande cromate sulle fiancate e tre borchie sui parafanghi posteriori. A metà del 1963 fu introdotto il motore Challenger da 4,7 L (cioè 289 pollici cubi), che aveva in dotazione delle punterie a bicchierino e altri componenti che rendevano il propulsore particolarmente potente (271 CV). Comunque, questo motore possedeva, come i propulsori meno potenti, un singolo collettore di scarico. Un elemento distintivo esterno era la scritta "289 High Performance", che era applicata sui parafanghi. Sempre nel 1963, fu introdotta la versione familiare in due versioni, che vennero chiamata Ranch Wagon e Ranch Custom Wagon. Tutte le Fairlane del 1962 ebbero un successo parziale, nonostante la popolarità delle hardtop senza montante centrale e delle cabriolet dell'epoca. La Ford capì il problema e introdusse una coupé senza montante centrale nel 1963, che comprendeva gli allestimenti Fairlane 500 e Sports Coupe. Per le Sports Coupe del 1963 e degli anni successivi, la consolle, che derivava da quella delle Falcon dell'anno precedente, fu cambiata per assomigliare alla consolle della Galaxie. Più in generale, molte caratteristiche delle Fairlane del 1963 richiamavano le Galaxie, anche se nella parte posteriore vennero mantenute le pinne e i fari tondi. Solo per il 1963 fu disponibile la familiare Squire, che richiamava le station wagon con pannelli esterni in legno e che comprendeva un allestimento con sedili singoli. Nel 1964 diventò optional lo sterzo "Swing-Away".

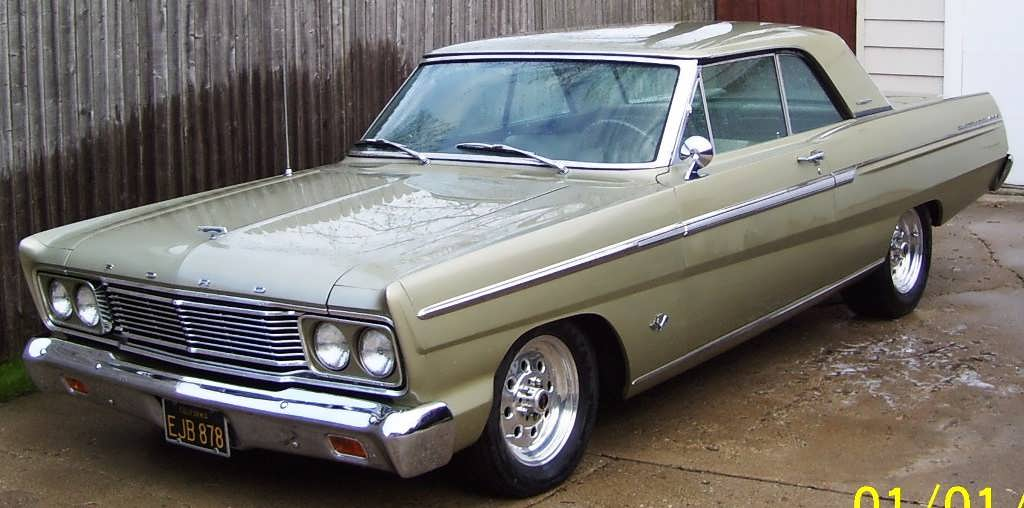
Ford Fairlane del 1965

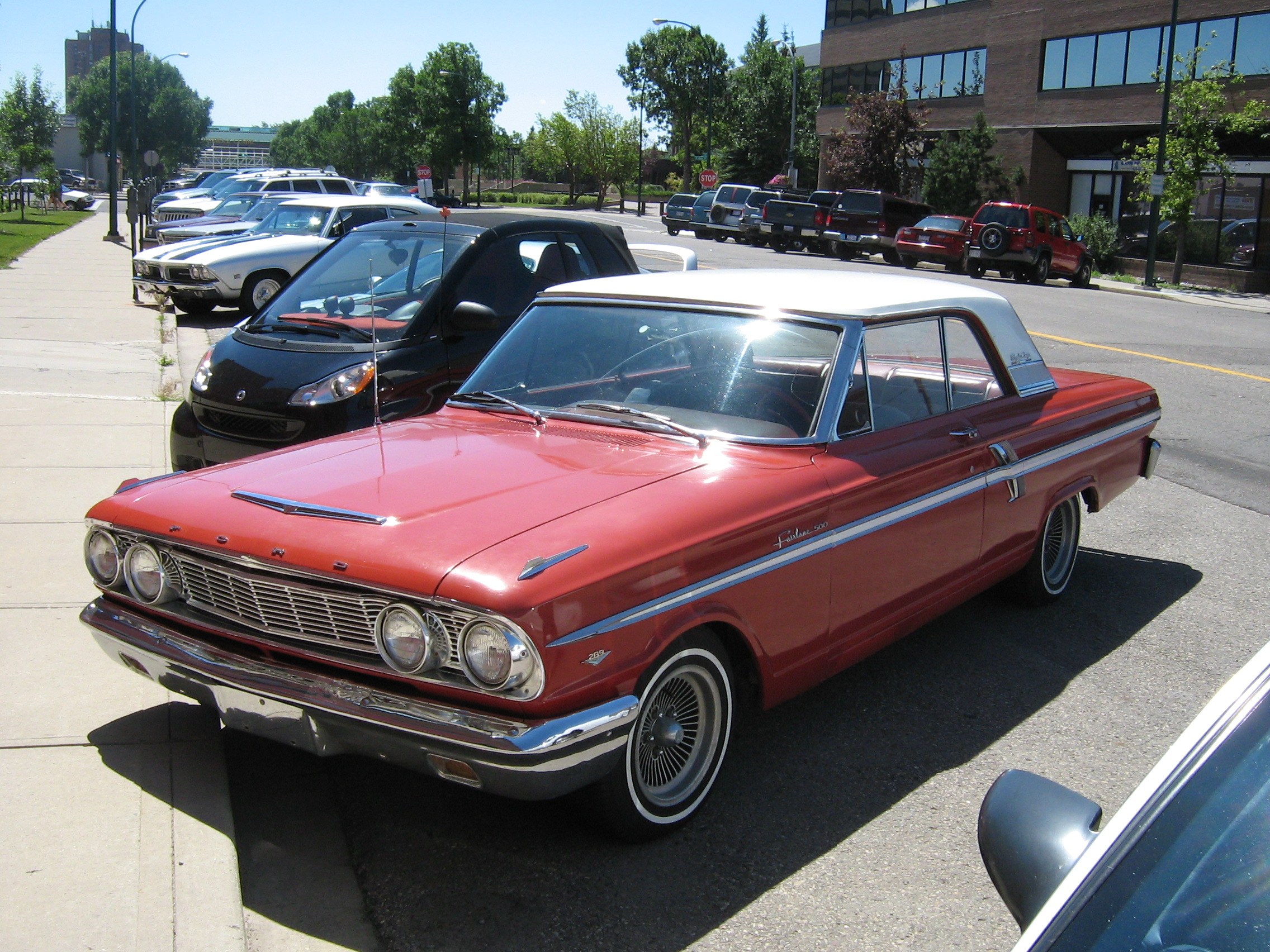
Ford Fairlane 500 del 1964

Le Fairlane del 1964 e del 1965 erano offerte in diversi corpi vettura: la Fairlane base e la Fairlane 500, in versione due porte coupé e quattro porte berlina, e la Fairlane 500 e la Sports Coupe, in versione due porte hard-top. La Fairlane Squire familiare fu tolta dal listino, ma la station wagon standard continuò a essere venduta. Il motore V8 da 3,6 L di cilindrata fu tolto dal mercato nel 1964, lasciando, tra le scelte possibili, il propulsore a sei cilindri in linea da 2,8 L e il motore V8 da 4,2 L. Il propulsore particolarmente potente, da 4,7 L e 271 CV, continuò a essere offerto, anche se ora aveva un doppio collettore di scarico; di questo motore, venne introdotto una versione da 195 CV, che possedeva un carburatore a doppio corpo e delle punterie idrauliche. Nel 1964 era disponibile un cambio automatico a due velocità, denominato Fordomatic, che era installato in coppia con il motore da 4,2 L, mentre il propulsore V8 da 4,7 L aveva montato una trasmissione automatica a tre velocità, la Cruise-O-Matic. 
Nel 1965 il modello aveva installato di serie delle ruote da 360 mm in sostituzione di quelle da 330 mm, che erano disponibili in precedenza. La trasmissione Fordomatic fu tolta dal mercato, lasciando come unico cambio automatico disponibile per le Fairlane, il Cruise-O-Matic. Il motore da 4,2 L fu tolto dal listino nel 1964, lasciando quindi, come V8 base, il propulsore da 4,7 L a carburatore doppio corpo. Nel 1964 il modello fu oggetto di un leggero restyling, in occasione del quale vennero montati una nuova calandra e dei rinnovati fanali anteriori; inoltre, furono eliminate le pinne posteriori, venne rivista la parte posteriore e vennero tolte alcune decorazioni cromate laterali. Le caratteristiche stilistiche per il 1965 includevano le cornici dei fari anteriori in tinta con la carrozzeria per il modello deluxe, fari posteriori di forma rettangolare, un ritorno al bagagliaio posteriore degli anni 1962-63, assieme a un numero minore di parti cromate sul corpo vettura e un piccolo stemma sulla sommità della calandra.
Accanto ai citati cambi automatici, era offerta una trasmissione manuale a quattro rapporti. Questa serie di Ford Fairlane fu assemblata a Lorain, nell'Ohio.

### La Ford FairlaneThunderbolt

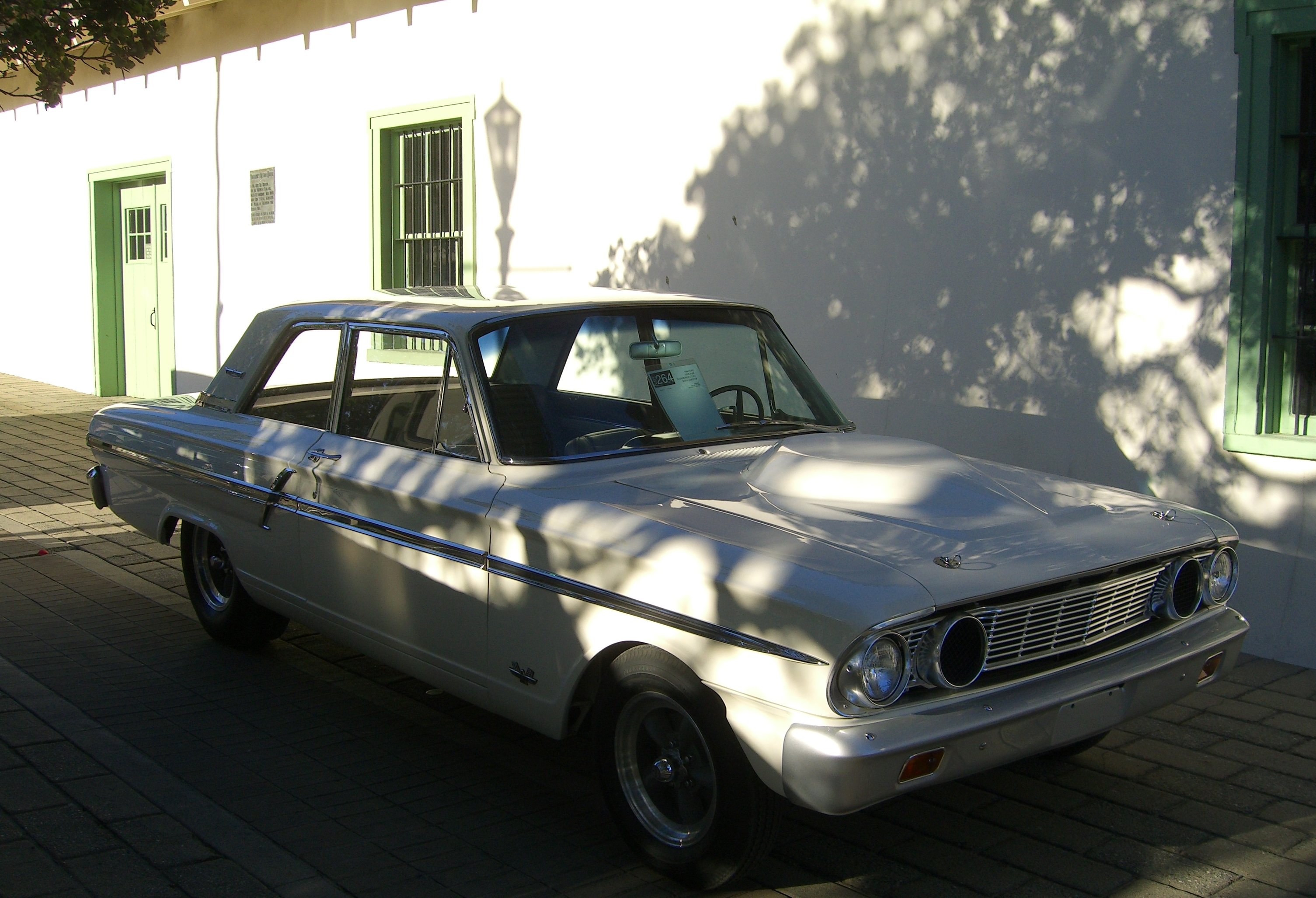
Ford Fairlane Thunderbolt

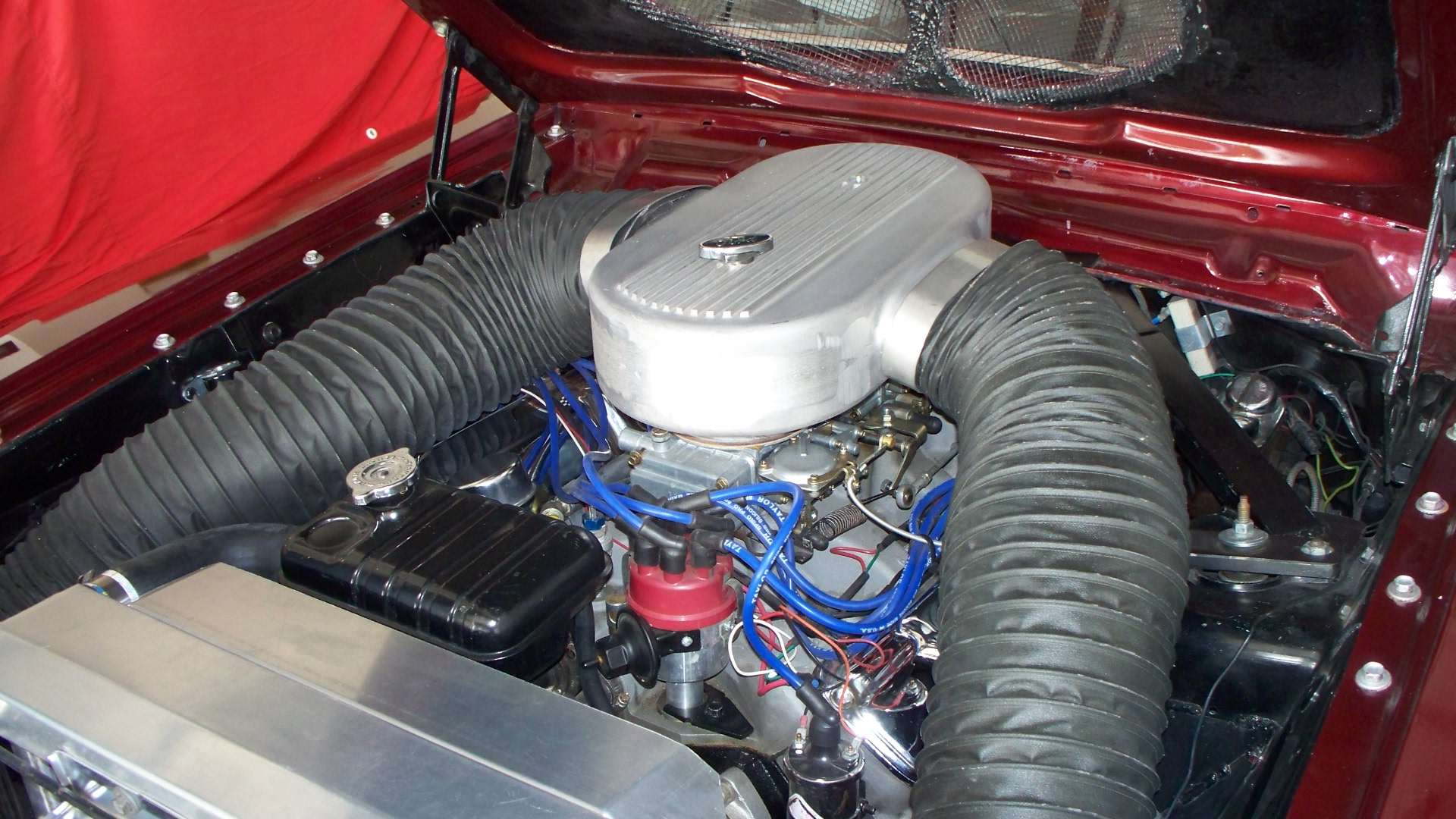
Il motore

Non appena il mercato delle muscle car prese piede, la Ford introdusse la Ford Fairlane Thunderbolt, con l'intenzione di farla competere come dragster nel campionato 1964. Il modello possedeva un motore V8 Ford da competizione da 7 L di cilindrata con due carburatori a quadruplo corpo, collettori di aspirazione più performanti, prese d'aria ottenute eliminando i fari anteriori interni, e i collettori di scarico di uguale lunghezza, installando però la batteria nel bagagliaio e fabbricando il cofano, le portiere e i parafanghi anteriori in vetroresina, e vetri in Plexiglas. Per alleggerire la vettura vennero eliminati le maniglie alzacristalli posteriori, i tappetini, la radio, i sigillanti, i parasole, i braccioli, il cric, la chiave a croce, l'impianto di riscaldamento, l'insonorizzazione e il tergicristallo lato passeggero.
La Ford Fairlane Thunderbolt aveva l'allestimento della Fairlane 500 e venne costruita solo con carrozzeria berlina due porte. Ne vennero fabbricati poco più di 100 esemplari. Il motore erogava 657 CV di potenza a 7.500 giri al minuto. I primi 11 esemplari prodotti furono verniciati di marrone, il resto bianchi. 99 delle vetture prodotte possedevano il cambio manuale.
La partecipazione alle gare non avvenne perché il modello aveva un peso troppo basso e soprattutto perché l'organismo organizzatore, il National Hot Rod Association, cambiò i regolamenti, obbligando le case costruttrici a fabbricare 500 esemplari per i modelli di vettura che avrebbero dovuto prendere parte alle corse. La Ford mise quindi in vendita gli esemplari costruiti della Fairlane Thunderbolt.

## La quinta serie (1966–1967)
La Fairlane fu rivista nel 1966. Vennero introdotti gli allestimenti XL, GT e GTA. Il motore da 4,7 L di cilindrata fu tolto dal mercato nello stesso anno. La versione GT montatava un propulsore V8 da 6,4 L che erogava 335 CV di potenza e possedeva un carburatore quadruplo corpo, mentre la GTA aveva il cambio automatico SportShift Cruise-o-Matic. Nello stesso anno, la Ford produsse 60 esemplari speciali di Fairlane 500 due porte hard-top con motore da 7 L e 425 CV, che erano equipaggiati con cambio manuale Top-Loader a quattro rapporti. Questi esemplari speciali vennero lanciati per competere nelle gare organizzate dalla National Hot Rod Association e dall'International Hot Rod Association, e possedevano il cofano in vetroresina con il frontale inclinato in avanti. La Fairlane Squire familiare “ridebuttò” nel 1966.

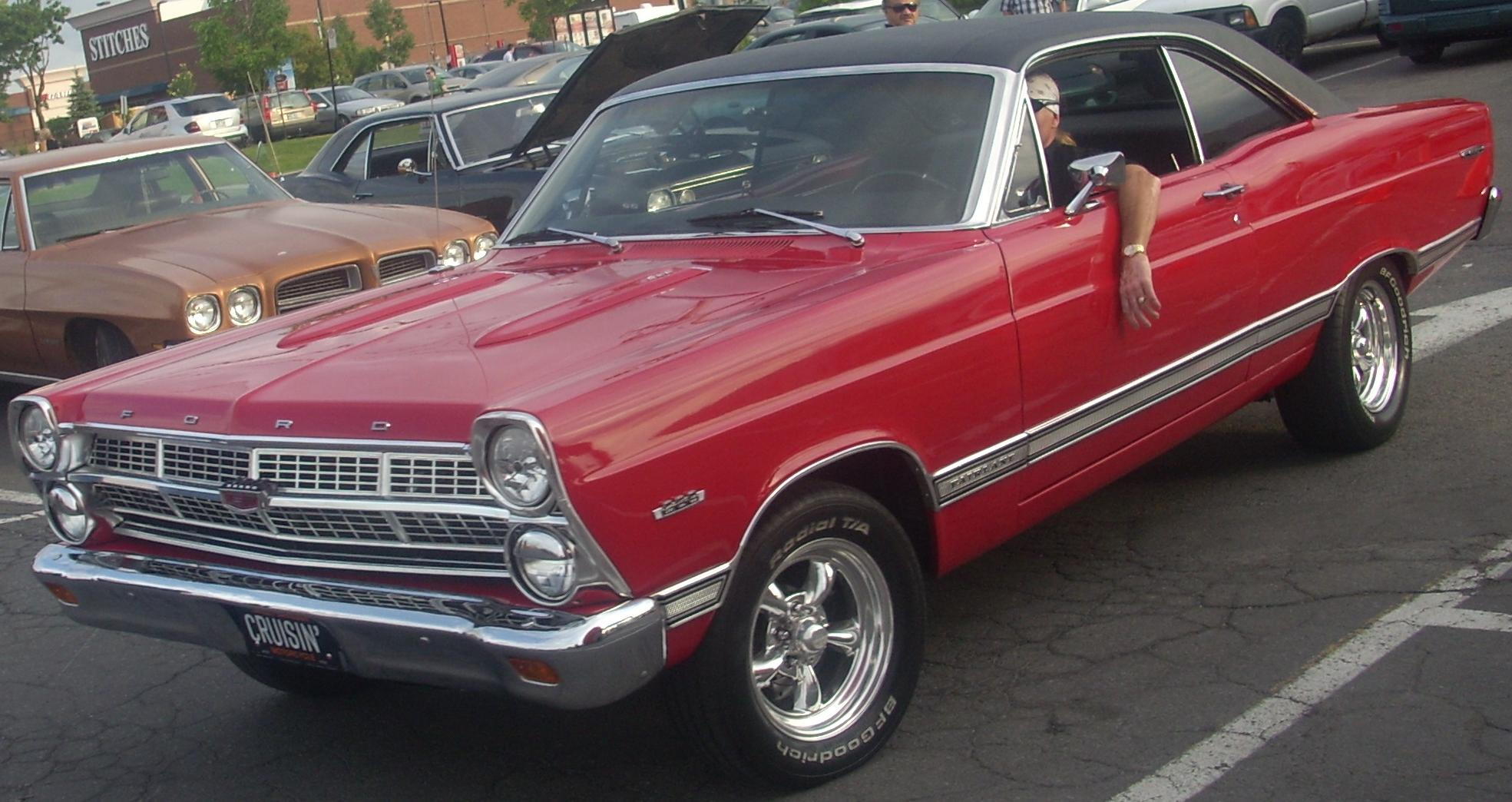
Ford Fairlane 500 del 1967

Nel 1967 vennero applicati cambiamenti minori, e la Fairlane fu oggetto di un leggero restyling. Il motore da 4,7 L fu reintrodotto e divenne il motore V8 standard, con il sei cilindri in linea da 3,3 L che diventò il propulsore base. Il motore da 6,4 L era offerto come optional, ed era disponibile con carburatore a doppio e quadruplo corpo; nel caso in cui era installato il primo, la potenza erogata era di 275 CV, mentre quando era montato il secondo il motore erogava 320 CV. Il propulsore da 7 L era sempre offerto, sia con singolo che con doppio carburatore a quadruplo corpo. La potenza sviluppata era, rispettivamente, di 410 CV e 425 CV. Comunque, il motore da 7 L non era disponibile sull'allestimento XL. La novità più importante del 1967 fu il lancio del pick-up Ranchero come parte della gamma Fairlane; dal 1960 al 1965, il Ranchero era basato sulla Falcon, mentre nel 1966 fu costruito sul pianale della Fairlane, anche se aveva una linea che richiamava quella della Falcon. Le Fairlane del 1967 ebbero installato un nuovo equipaggiamento per migliorare la sicurezza, compreso un nuovo piantone dello sterzo ad assorbimento di energia con mozzo del volante imbottito, soffici rivestimenti interni, hazard a quattro lampeggianti, sistema frenante a doppio circuito e cinture di sicurezza.
Sotto la carrozzeria, la Falcon Ranchero e la Falcon familiare erano, tra il 1966 e il 1970, identiche alle Fairlane contemporanee. Solo le lamiere e l'allestimento e gli interni erano differenti.
Anche questa serie di Fairlane venne assemblata a Lorain, nell'Ohio.

## La sesta serie (1968–1969)

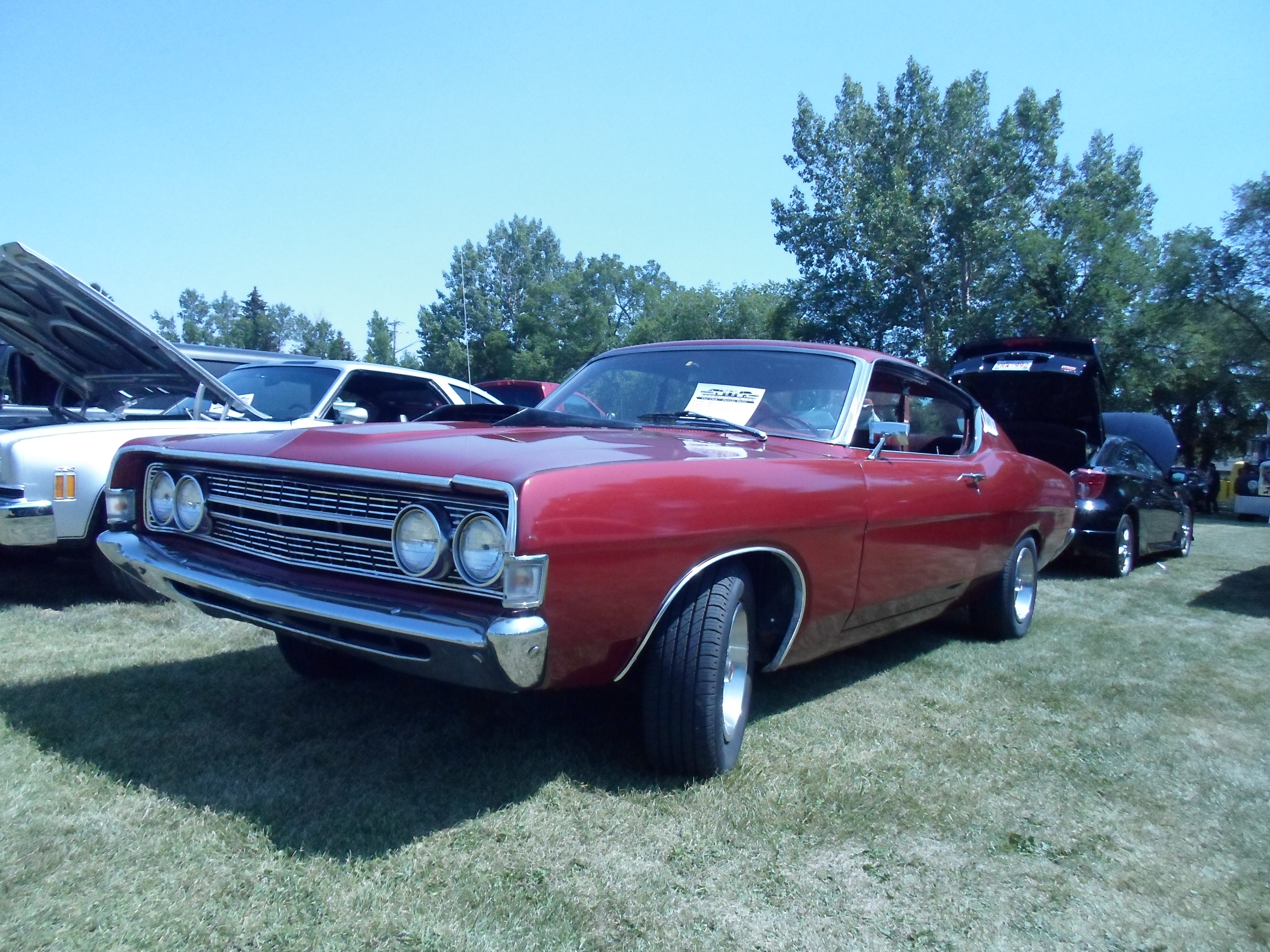
Ford Fairlane Fastback del 1968

Un aggiornamento del modello avvenne nel 1968. Il passo rimase 2.946 mm, ma altre dimensioni furono aumentate. Nella serie Fairlane 500 venne introdotta una versione fastback, oltre che un più lussuoso modello Torino al top della gamma intermedia, che contribuì con 172.083 dei 371.787 esemplari di Fairlane costruiti in quell'anno. Il modello Ranch Wagon venne cancellato: le Fairlane con carrozzeria familiare erano previste con l'allestimento base o con l'allestimento della Fairlane 500. Le versioni base hard-top invece vendettero 44.683 esemplari. All'inizio del 1968 la versione base della Fairlane fu commercializzata con il motore V8 a carburatore a doppio corpo da 4,7 L di cilindrata. In seguito la Ford decise di rimpiazzarlo con il propulsore V8 da 4,9 L. Le GT divennero parte della gamma Torino, con il motore da 4,9 L montato di serie, e l'opzionale propulsore V8 da 6,4 L, che era offerto con carburatore a doppio o quadruplo corpo. Quest'ultima versione, venne sostituita a metà anno dal motore da 7 L Cobra Jet, che sviluppava 335 CV di potenza. Era anche disponibile un propulsore Super Cobra Jet. La Ranchero ebbe un modello GT, in aggiunta alle versioni base e Fairlane 500. 
Nel 1969 venne introdotta una versione Cobra per competere con la Plymouth Road Runner. Il modello base aveva installato un motore V8 da 4,9 L di cilindrata e un cambio manuale a tre velocità. Tra i propulsori opzionali erano offerti i motori V8 da 6,4 L e 7 L. La Cobra, comunque, era equipaggiata dal motore da 7 L e 335 CV di potenza, e tra gli optional erano inclusi i sedili singoli, le prese d’aria sul cofano, il contagiri, i freni a disco con servofreno e una coppia conica di 4,30:1. Le Fairlane e le Rancheros continuarono a essere commercializzate, tutte con l’optional dei sedili singoli.
Questa generazione di Fairlane venne assemblata a Lorain, nell'Ohio e a General Pacheco, in Argentina. Nel primo sito produttivo venne assemblata dal 1968 al 1969, mentre nello stabilimento sudamericano dal 1969 al 1981.

### La Ford Torino Talladega

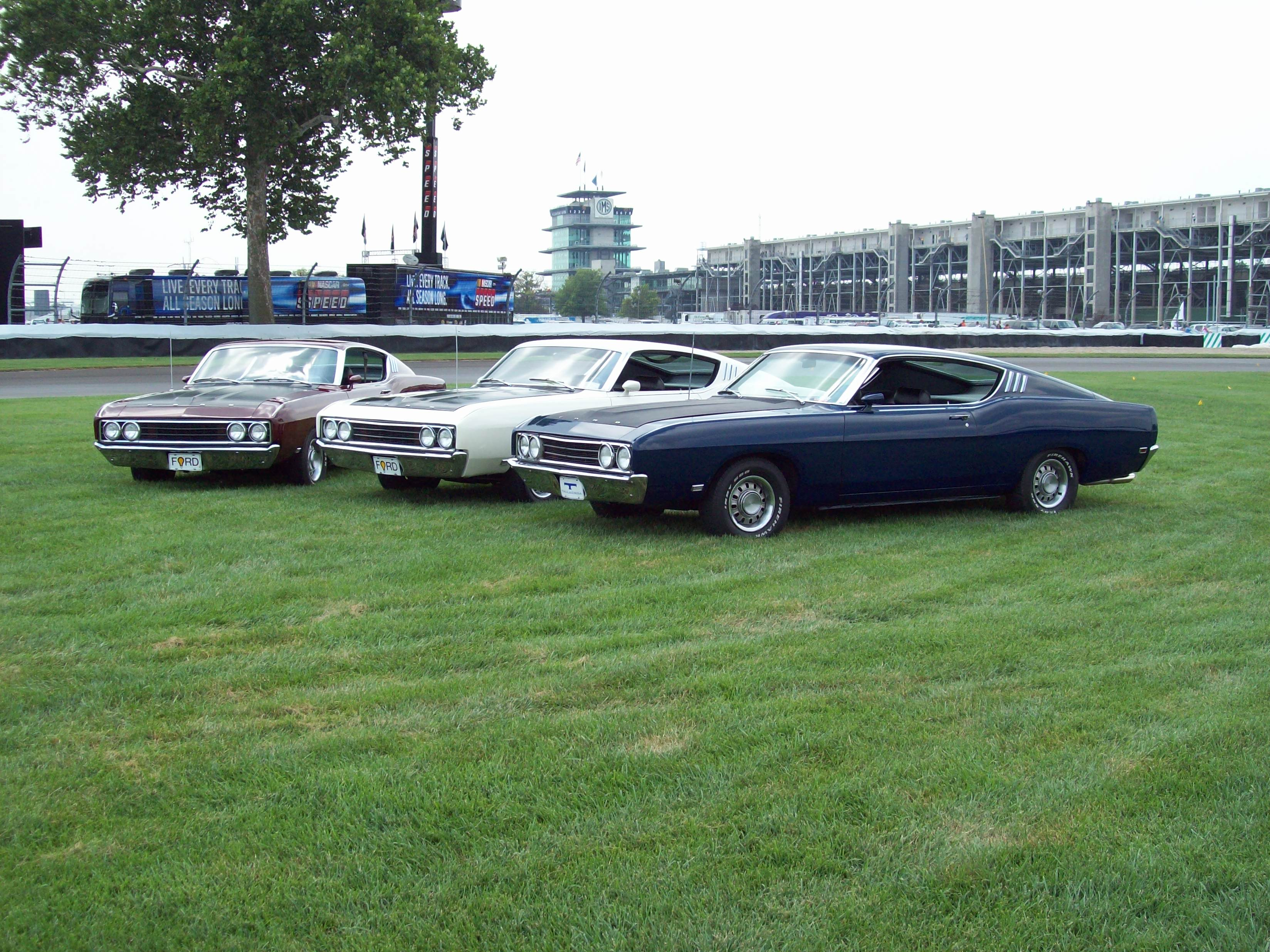
Delle Ford Torino Talladega

Una versione particolarmente potente, che era basata sulla Fairlane/Torino, fu lanciata per le corse NASCAR, la Torino Talladega. Ne vennero fabbricati solo 754 esemplari e fu prodotta per essere in competizione con la Dodge Charger 500. La vettura possedeva una linea particolarmente aerodinamica e aveva un muso piuttosto basso. Il motore installato era il V8 da 7 L di cilindrata, mentre il cambio era il C-6 Cruise-o-Matic automatico.

## La settima serie (1970)
I modelli intermedi Ford vennero rivisti nel 1970. Il passo ora era di 2.972 mm. All'inizio dell'anno, solo la Fairlane 500 rimase in vendita come modello base, anche perché il suo posto ormai era stato preso dalla Ford Torino.
Il motore in linea a sei cilindri da 4,1 L di cilindrata era il propulsore più piccolo, mentre il motore più grande ora era il V8 da 7 L di cilindrata, che aveva installato un carburatore a quadruplo corpo e che erogava 360 CV di potenza. Questo motore era anche installato sulla Torino Cobra. Era disponibile una testata modificata, che forniva un più alto rapporto di compressione e una maggiore potenza, 370 CV. Un altro motore disponibile era il Cobra Jet Ram Air 429, che aveva la stessa potenza, e il Drag Pack, che erogava 375 CV. Altri motori disponibili furono i V8 da 4,9 L e 5,8 L. Quest'ultimo era offerto in due versioni, Windsor e Cleveland.
Per quanto riguarda le competizioni, i modelli del 1970 erano più lenti di quelli del 1969, e quindi le scuderie sportive furono obbligate a utilizzare i modelli di Fairlane degli anni precedenti. 
Il nome Falcon venne trasferito il 1º gennaio 1970 dalla compatta Ford, oggi fuori produzione, a un modello di fascia più bassa, la 1970½, versione di base della piattaforma intermedia. La gamma offerta comprendeva una versione berlina due porte, che non era però disponibile per gli allestimenti superiori. Dal 1971 non vennero più prodotte vetture Ford con nome Falcon e Fairlane 500, e tutte le vetture intermedie della Ford presero la denominazione Torino.
Anche questa serie di Fairlane venne assemblata a Lorain, nell'Ohio.

## La Ford Fairlane in Argentina

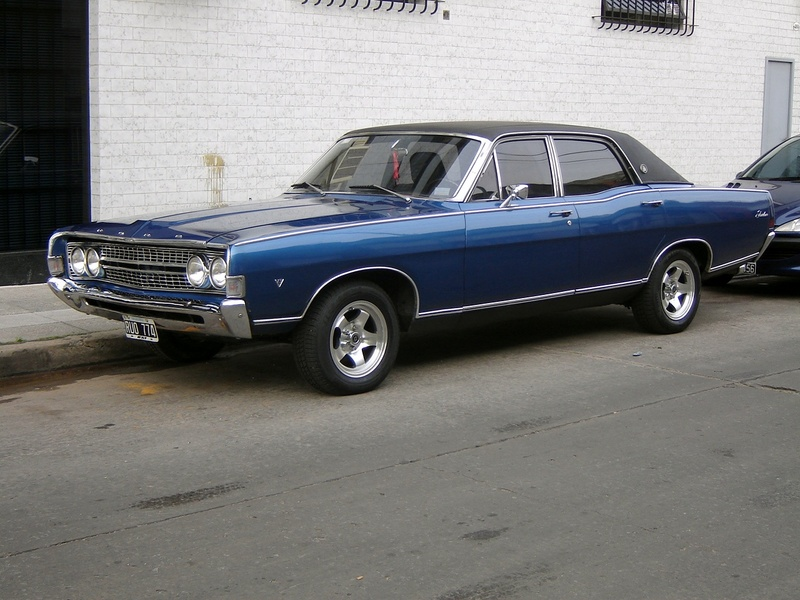
Ford Fairlane prodotta in Argentina

La Ford Fairlane quattro porte berlina del 1968 fu costruita in Argentina dal 1969 al 1981. Erano tre le versioni offerte: Standard, 500 e LTD. Il modello era simile alle omonime vetture statunitensi, tranne che per i motori. Il propulsore più piccolo offerto era un sei cilindri, aveva una cilindrata di 3,6 L ed erogava 132 CV di potenza. L'altro motore disponibile era un V8 da 4,8 L che era stato precedentemente utilizzato sulle F-Series: erogava 185 CV. Nel 1978 venne offerto l’opzione LTD "Elite", che era l'allestimento più lussuoso mai prodotto in Argentina. Fino al 1981, vennero costruite in Argentina quasi 30.000 esemplari di Fairlane. 

## La Ford Fairlane in Australia

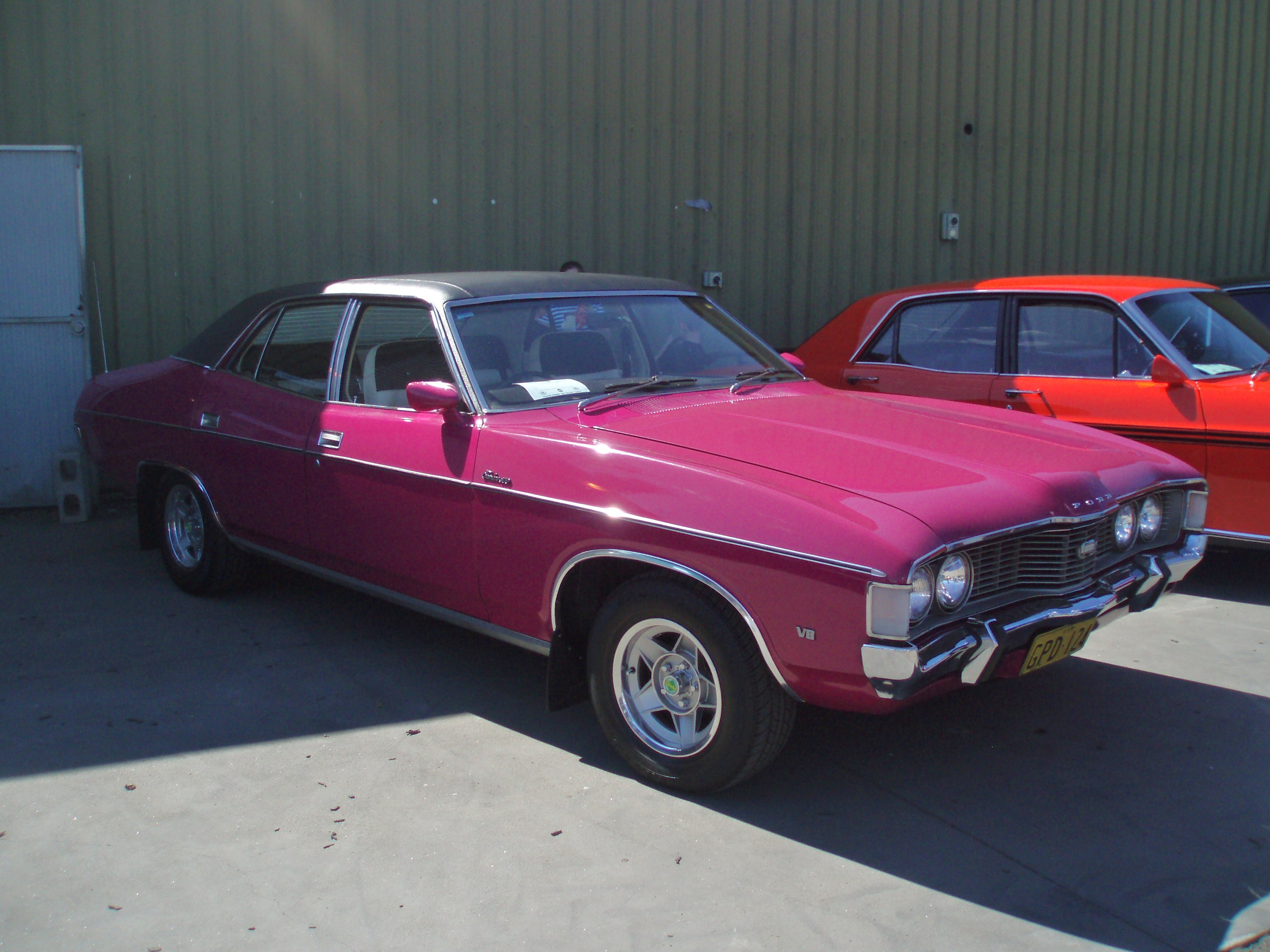
Ford Fairlane 500 ZF prodotta in Australia dal 1972 al 1973

La Ford Fairlane è stata prodotta anche in Australia dal 1959 al 2007. Era classificata tra le Vetture Full-Size, e rimase al top della gamma della Ford Australia fino all'arrivo, nel Paese oceanico, della Ford Galaxie.
Dal 1959 al 1964 la Fairlane assemblata in Australia era identica all'omonimo modello fabbricato negli Stati Uniti. Nel 1967 La Ford Fairlane reintrodusse la Fairlane, questa volta come un modello totalmente sviluppato in Australia, lussuosa versione a passo lungo della normale Falcon di grande produzione, posizionandola tra la Falcon stessa e la Galaxie. La Galaxie assemblata in loco evolse nella LTD, che venne a sua volta sostituita nel 1973 da un modello su base Fairlane, anch'esso noto come Ford LTD. A differenza della Farilane prodotta in Australia, quella fabbricata negli Stati Uniti non era considerata una vettura di lusso. La versione australiana della Fairlane venne prodotta in cinque serie fino al 2007.
La Fairlane fu in competizione con la Holden Brougham (1968–1971), la Statesman (1971–1984) e le successive Holden Statesman e Caprice (1990–2007).

## La Fairlane concept del 2005

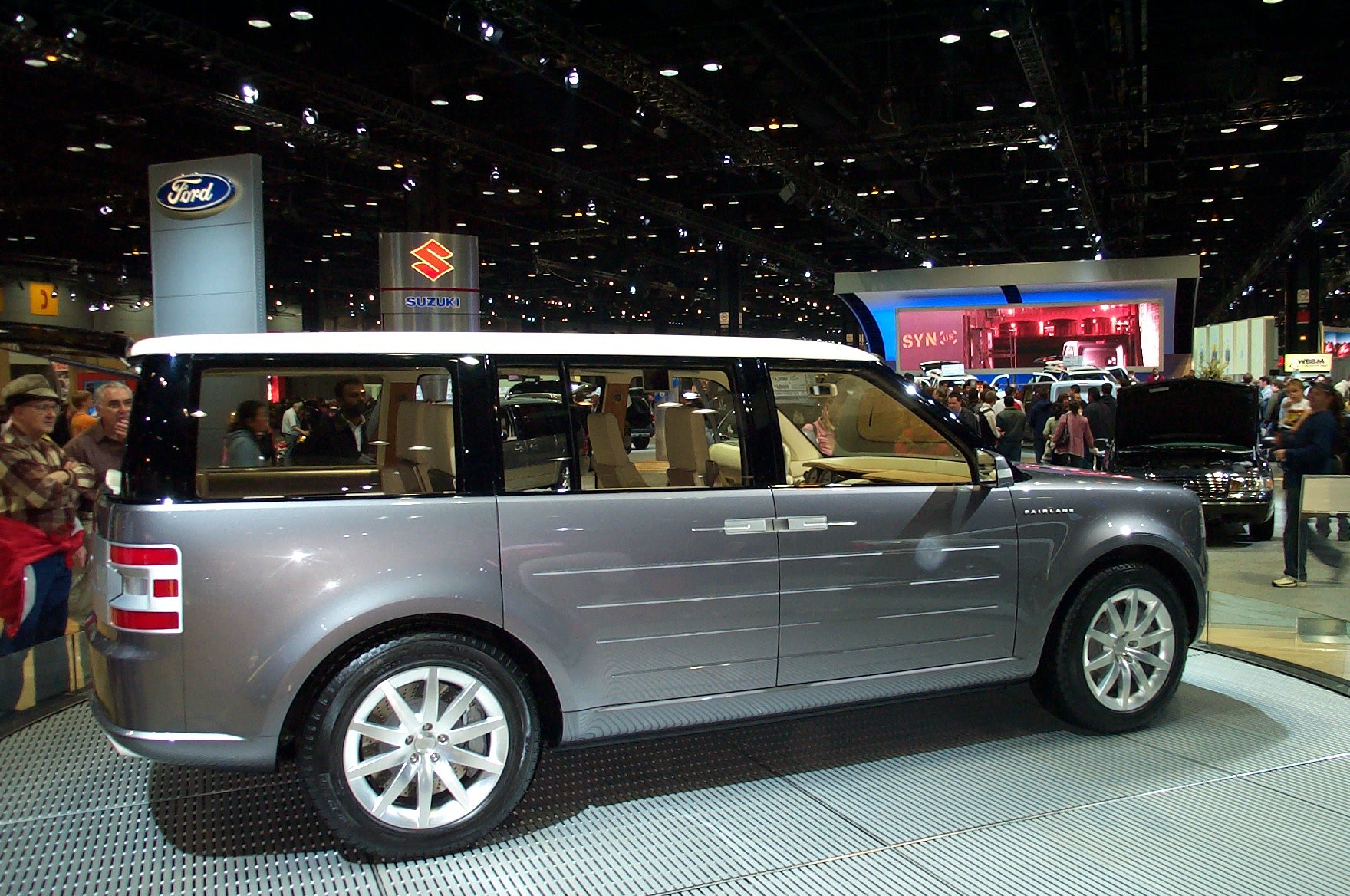
La concept car Fairlane al Salone dell'automobile di Chicago del 2005

Al Salone dell'automobile di Chicago del 2005 la Ford propose una concept car che si denominava Fairlane. Il modello presentato era un crossover SUV per il trasporto di persone che possedeva tre file di sedili che potevano ospitare sei passeggeri, e una calandra contraddistinta dalla presenza di tre barre cromate orizzontali che apparvero successivamente sulla Ford Fusion (2006) e sulla Ford Edge (2007). Da questa concept car è derivata la Ford Flex.